# Явор
 Тази статия е за биологичния род дървета и храсти.  За други значения на „явор“ вижте Явор (пояснение).  За други значения на „клен“ вижте Клен (пояснение).
Явор, или клен (Acer), е род дървета и храсти, класифицирани в семейство Sapindaceae, а според някои класификации – в самостоятелно семейство Aceraceae. Произходът на латинското име на рода е неясен; според една хипотеза то идва от acris (остър) заради твърдостта на дървесината, използвана в миналото за изработване на копия.

## Характеристика
За явора е характерно срещуположното разположение на листата, които обикновено са длановидно нарязани, въпреки че някои видове имат перести или ненарязани листа. Яворът цъфти в края на зимата или началото на пролетта, при повечето видове едновременно или непосредствено преди появата на листата, а при някои дори преди това. Цветовете са малки и непривличащи вниманието. Имат по 5 чашелистчета, 5 венчелистчета с дължина 1 – 6 mm, 12 тичинки с дължина 6 – 10 mm, подредени в два пръстена по шест, и 1 или 2 пестика. От няколко седмици до шест месеца след цъфтежа от дърветата падат голям брой семена. Плодовете са характерни двойни крилатки, оформени така, че да се въртят, докато падат, и да отнасят семената на значителни разстояния.

## Стопанско значение
- В Канада и в Съединените американски щати от мъзгата на кленовите дървета се получава сок, който след сгъстяване (кленов сироп) се използва като подсладител вместо пчелен мед.
- В ранната пролет яворът е важен източник на цветен прашец и нектар за пчелите. Той се използва за храна и от ларвите на някои пеперуди.

## В културата
В традиционния български фолклор яворът е сред най-почитаните дървета, като понякога под тях се устройват оброци. Смята се, че някои предмети, изработени от яворово дърво, имат особени свойства – кавалите, с които могат да се омайват самовили, трябва да са яворови; яворова чаша се използва при брачни обреди, като запояването на младоженците за успешно съжителство; младоженката донася като част от зестрата си яворово ведро, което я предпазва от змейове и самовили.
- Кленовият лист е национален символ на Канада.

## Видове
- Acer barbatum
- Acer campestre – Полски клен
- Acer circinatum
- Acer ginnala – Гиналски клен
- Acer glabrum
- Acer grandidentatum
- Acer heldreichii – Планински явор, или Жешля
- Acer hyrcanum – Хиркански клен (Балкански явор)
- Acer leucoderme
- Acer macrophyllum
- Acer monspessulanum – Маклен
- Acer negundo – Ясенолистен явор
- Acer nigrum – Черен клен
- Acer palmatum – Японски клен
- Acer pensylvanicum
- Acer platanoides – Шестил, или Млечен явор
- Acer pseudoplatanus – Обикновен явор
- Acer rubrum – Червен клен
- Acer saccharinum – Сребърен клен
- Acer saccharum – Захарен клен
- Acer spicatum
- Acer tataricum – Мекиш

## Други
На явора са наречени улиците „Явор“ в кварталите „Надежда III“ и „Суходол“ (Карта) и улица „Клен“ в квартал „Симеоново“ (Карта) в София.

## Галерия
- Кора – обикновен явор
- Листа – обикновен явор
- Лист – Шестил
- Плод – крилатка
- Цветове – обикновен явор